# نوکیا ۲۱۵
نوکیا ۲۱۵ (انگلیسی: Nokia 215) یک مدل گوشی تلفن ساخته شده توسط شرکت نوکیا است.